# Titlagarh
Titlagarh é uma cidade no distrito de Balangir, no estado indiano de Orissa.

## Geografia
Titlagarh está localizada a 20° 18′ N, 83° 09′ L. Tem uma altitude média de 215 metros (705 pés).

## Demografia
Segundo o censo de 2001, Titlagarh tinha uma população de 27,756 habitantes. Os indivíduos do sexo masculino constituem 52% da população e os do sexo feminino 48%. Titlagarh tem uma taxa de literacia de 67%, superior à média nacional de 59.5%: a literacia no sexo masculino é de 75% e no sexo feminino é de 57%. Em Titlagarh, 12% da população está abaixo dos 6 anos de idade.